# Rumania en los Juegos Paralímpicos de Tokio 2020
Rumania estuvo representada en los Juegos Paralímpicos de Tokio 2020 por siete deportistas, seis hombres y una mujer.

## Medallistas
El equipo paralímpico rumano obtuvo las siguientes medallas:
| Nombre             | Deporte           | Evento                              |
| ------------------ | ----------------- | ----------------------------------- |
| Oro                |                   |                                     |
| —                  |                   |                                     |
| Plata              |                   |                                     |
| Carol-Eduard Novak | Ciclismo en pista | Persecución individual C4 masculino |
| Bronce             |                   |                                     |
| Alexandru Bologa   | Yudo              | –60 kg masculino                    |